# Eshanosaurus deguchiianus
Eshanosaurus deguchiianus es la única especie conocida del género  Eshanosaurus  (“lagarto de Eshan”) de dinosaurio celurosauriano tericinosáurido, que vivió a principios del período Jurásico, hace aproximadamente 196 millones de años en el Hettangiense, en lo que es hoy Asia.

## Descripción
El holotipo consta de tres piezas que se conectan más o menos directamente entre sí y, por lo tanto, forman la parte frontal de una mandíbula inferior izquierda con en el exterior del dentario y en la parte interior de una parte del esplenico. El fósil está bastante degradado. La mayoría de los bordes ya no están netos y el fragmento del medio le faltael lado interior, por lo que los alveolos dentales están expuestos. Esos alveolos dentales están prácticamente vacíos, pero todavía hay algunos dientes en la parte frontal de la mandíbula. Algunos como soporte de reemplazo, otros completamente emergidos. El holotipo tiene una longitud de unos 11 centímetros, a partir de los cuales se estima una longitud total de la mandíbula inferior de 17 centímetros, aunque eso es muy incierto, ya que tanto el borde anterior como el borde posterior esán rotos. Por lo tanto, es un animal relativamente pequeño de aproximadamente 3 metros de longitud.
En general, la mandíbula se asemeja a la de un sauropomorfo basal, es alargada, gira hacia delante y hacia afuera, es bastante plana y recta y está engastada con una gran cantidad de dientes serrados en forma de hoja con raíces redondas y placas interdentales que indican que era herbívoro. Ahora, el caso de los tericinosauridos, conocido de capas muy posteriores, terópodos que también evolucionaron a herbívoros, desarrollarían mandíbulas muy similares en un proceso de evolución convergente. Por lo tanto, los descriptores apuntaban a una serie de propiedades que el Eshanosaurus compartiría con Therizinosauroidea, pero los que en los sauropodomorfos basales no se conocen y por lo tanto, constituyen una indicación de que el animal pertenece al primer grupo y no al último. La primera característica se refiere al tamaño relativo del diente. En Therizinosauroidea, los dientes anteriores son, con mucho, los más grandes y el tamaño disminuye notablemente hacia la parte posterior de la mandíbula. Aunque solo se han conservado unos pocos dientes, los descriptores también consideraron este patrón con Eshanosaurus. Observado porque el frente es una vez y media más ancho que el más hacia atrás. Sin embargo, debido al daño en las cavidades dentales vacías, es difícil determinar si esto también se aplica a la mitad de la mandíbula. Una segunda característica es la gran cantidad de dientes pequeños. Los sauropodomorfos basales tienen como máximo treinta dientes en la mandíbula inferior, Eshanosaurus ya mostró treinta y cuatro en la pieza preservada, mientras que la mandíbula no dañada tendría un estimado de treinta y siete. Esto se corresponde con el número en el tericinosáurido Beipiaosaurus. Otra característica consiste en los dientes más bien doblados de Eshanosaurus. Los sauropodomorfos basales tienen dientes bastante ligeramente curvados, algunos tericinosauridos como Beipiaosaurus y Segnosaurus tienen el grado de inflexión de Eshanosaurus. Los dientes de Eshanosaurus también están ligeramente doblados hacia adentro cosa que en los sauropodomorfos basales solo se ve en Yunnanosaurus, pero es típico de los tericinosauridos. La constricción entre la corona dental y el cuello del diente también cubre parte del cuello, para los sauropodomorfos basales, se encuentra solo en la parte de la corona. La raíz del diente es más ancha que la corona del diente de adelante hacia atrás, mientras que esto es al revés para los sauropodomorfos basales. La característica final es que hay un borde ancho en forma de meseta en el exterior de la hilera de dientes. Tal borde indica la presencia de mejillas carnosas. Therizinosauroidea tiene un borde claro, sauropodomorfos basales conocidos en 2001 como máximo en una cresta estrecha.tericinosauridos
Los descriptores también indicaron dos propiedades que serían exclusivas de Eshanosaurus, la presencia de una pequeña abertura redonda en la parte posterior del dentario. La particular fineza de los dientes o los dientes de los dientes. La primera propiedad es única solo por la idea de que es un tericinosauridos, los sauropodomorfos basales tienen una abertura lateral redonda y distante en la mandíbula inferior. Una característica especial es la posesión de estrías en ángulo recto con el borde del diente, no ocurren con tericinosauridos o sauropodomorfos basales, pero son normales para Theropoda y por lo tanto, una indicación de que Eshanosaurus pertenece a ese grupo y aún muestra características originales. Esta última característica fue añadida posteriormente a Falcarius y además, se ha señalado que la pequeñez de los dientes, como lo indican los descriptores en sí mismos, también es un plesiomorfismo porque ocurre en Theropoda.tericinosauridos

## Descubrimiento e investigación
La especie tipo, Eshanosaurus deguchiianus, fue descrita por Xu, Zhao y Clark en 2001. Los autores ubican a Eshanosaurus en la familia Therizinosauridae en base de tres distintivas sinapormorfias. Est lo hace el primer Coelurosauria conocido, y un avanzado maniraptor viviendo antes que Archaeopteryx. La especie tipo , Eshanosaurus deguchiianus, fue descrita por Xu Xing , Zhao y James M. Clark en 2001. El nombre genérico se deriva de Eshan, el nombre específico honra a Hikaru Deguchi, quien convenció a Xu de que debía estudiar dinosaurios. El espécimen tipo , que consta de tres fragmentos de una mandíbula inferior y dientes fosilizados , se descubrió en a cama Dull Purplish de la porción más baja de la Formación Lufeng, en Yunnan, que datan de aproximadamente 196 millones de años durante la etapa Hettangiana. El espécimen se encuentra en la colección del Instituto de Paleontología y Paleoantropología de Vertebrados en Beijing, donde está catalogado bajo el número de acceso IVPP V11579.

## Clasificación
Los autores que inicialmente describieron el fósil, clasificaron a Eshanosaurus como un miembro de la Therizinosauroidea con base en seis características distintivas de la mandíbula y los dientes, lo que lo convierte en un celurosauriano, un maniraptor que vivió mucho antes que el Archaeopteryx, 60 millones de años antes que otros tericinosaurianos basales como Falcarius y Beipiaosaurus. Un análisis cladístico no se realizó y los autores "especulativamente" sugirió que era el tericinosauriano más basal conocido. Debido a la brecha cronológica inusualmente larga en el registro fósil de los tericinosauriano y celurosaurianos un linaje de fantasmas creado por esta interpretación del hallazgo, algunos científicos han expresado dudas sobre la clasificación de Eshanosaurus como tericinosauriano. James Kirkland y D. G. Wolfe, en su artículo de 2001 que describe el tericinosáurido Nothronychus, relataron en la correspondencia personal de que los dientes de Eshanosaurus tenían una cresta medial que solo se veía en los prosauropodos o Sauropodomorpha basales. Xu, Zhao y Clark, sin embargo, habían examinado la posibilidad de que Eshanosaurus fuera un prosauropodo, dado que se encontraba debajo de numerosos fósiles de Lufengosaurus, un prosauropodo cuyo mandíbula inferior se asemeja mucho en forma general a la de un tericinosáurido. Los autores llegaron a la conclusión de que el espécimen representaba un tericinosauriano jurásico temprano, probando la posibilidad de que fuera un sauropodomorfo basal tan rigurosamente como pudieran usando el método comparativo, los seis rasgos encontrados fueron los compartidos entre Eshanosaurus y tericinosaurianos, con la exclusión de prosauropodos.
En 2009, un artículo publicado por Paul M. Barrett examinó nuevamente la cuestión de la clasificación de Eshanosaurus. Barrett examinó el espécimen tipo en detalle, observando seis características compartidas con tericinosáuridos pero no mostradas por los prosauropodos. Barrett concluyó de acuerdo con la interpretación original, que Eshanosaurus es un tericinosáurido, y que su presencia en el Jurásico temprano tiene implicaciones importantes para la historia evolutiva de los celurosaurianos, en particular, que grandes porciones del registro fósil del celurosaurio continúan desaparecidas.